# Tre piccole pesti
Tre piccole pesti (3 Ninjas Knuckle Up), talvolta noto in Italia come Il ritorno dei Mini-Ninja, è un film del 1995 diretto da Shin Sang-ok. È il terzo dei quattro film della serie dei 3 Ninjas, avente come protagonista tre giovani fratelli dediti allo studio delle arti marziali.

## Trama
In questo episodio della saga i tre ragazzi ninja Rocky, Colt e Tum Tum sono alle prese con il cinico e spietato industriale Jack Harding, che cerca di scaricare rifiuti tossici nel territorio dei nativi americani inquinando le loro acque. Le prove degli scarichi abusivi sono contenute in un floppy disk che Harding cerca disperatamente di far sparire. I ragazzi devono recuperarlo e portarlo in tempo in tribunale affinché l'inviato del dipartimento ambientale possa prenderne atto e condannare il miliardario senza scrupoli.
Durante queste avventure conoscono i nativi americani e prendono parte a molte delle loro cerimonie, introitandone gli usi e i costumi.

## Pubblicazioni
In Italia il film è stato raccolto assieme al secondo e al quarto film in un cofanetto DVD pubblicato nel 2003.

## Produzione
Sebbene sia il terzo film della serie uscito nelle sale in realtà fu il secondo ad essere girato, infatti il film venne girato nel 1993 ma distribuito solo due anni dopo. A causa di questo si può notare che i tre protagonisti di questa terza pellicola sono gli stessi che hanno recitato nel capostipite 3 ragazzi ninja, mentre nel seguito I nuovi mini ninja rimane solo Max Elliott Slade ad interpretare per l'ultima volta il ruolo di Colt.

## Altri film della serie
Il film è il terzo dei quattro capitoli:
- 1992 - 3 ragazzi ninja
- 1994 - I nuovi mini ninja
- 1995 - Tre piccole pesti
- 1998 - Lo stile del dragone